# Belagerung von Gerona (1809)
Bailén –  Roliça –Vimeiro – Saragossa (1808) – Burgos (Gamonal) – Medina de Rioseco – Espinosa –  Tudela – Somosierra – Saragossa (1809) – La Coruña – Torres Vedras – Valls – Braga –  Oporto –  Talavera – Ocaña – Gerona – Ciudad Rodrigo (1810) – Buçaco – Gévora – Barrosa – Badajoz (1811) – Fuentes de Oñoro – La Albuera – Tarragona (1811) – Sagunt (Murviedro) – Ciudad Rodrigo (1812) – Badajoz (1812) –  Majadahonda – Salamanca – García Hernández –  Venta del Pozo – Vitoria – 
Sorauren – San Sebastián – Bidassoa
Die Belagerung von Gerona von 6. Mai bis zum 11. Dezember 1809 war eine der legendärsten Episoden und Kampfhandlungen während des Spanischen Unabhängigkeitskrieges gegen die französische Besatzung in Katalonien. Schon Anfang Mai war ein 16.000 Mann starkes Korps, zumeist Rheinbundtruppen, unter Marschall St. Cyr vor der Stadt erschienen und begann am 8. Juni mit der förmlichen Belagerung. Nach siebenmonatigen vergeblichen Angriffen gelang es St. Cyrs Nachfolger Augereau, die Felsenfestung zur Übergabe zu zwingen.

## Vorgeschichte
Der erste Angriff der Franzosen auf Gerona am 20. und 21. Juni 1808 und auch der zweite vom 24. Juli bis 16. August 1808 waren gescheitert. Am 17. August 1808 wurde Marschall St. Cyr zum Oberbefehlshaber der Truppen in Katalonien ernannt und an die Spitze des VII. Korps gestellt. Seine Truppen eroberten die Festung der Stadt Roses, kämpften die abgeschnittene Division Duhesme bei Barcelona frei und schlugen die Spanier unter General Caldagnes am 20. Dezember 1808 in der Schlacht bei Molino del Rey. Im Folgejahr 1809 folgten Siege über die Truppen unter General Reding bei Igualada und am 25. Februar in der Schlacht bei Valls. Es gelang, die spanischen Truppen über den Ebro zurückzutreiben und Barcelona zu sichern. Gleichzeitig wurde mit der Belagerung von Tarragona und Tortosa begonnen. Im Mai 1809 war die Zeit reif, den dritten Angriff auf Gerona zu beginnen.

## Befestigung und Vorbereitungen

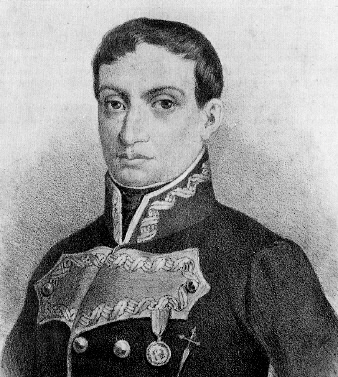
Mariano Alvarez de Castro

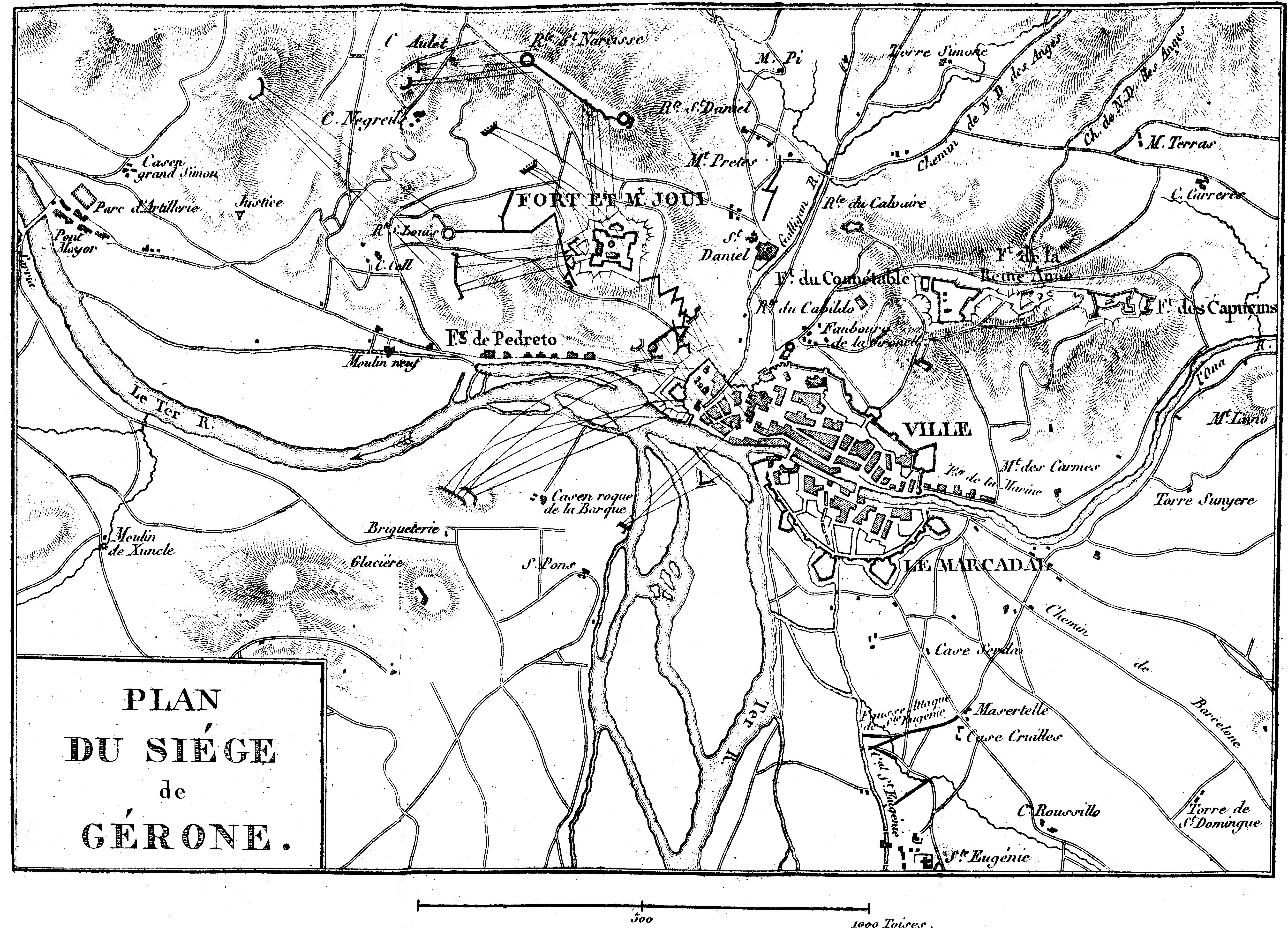

Die Beherrschung der Festung Gerona war beim Vorgehen auf Barcelona von enormer Bedeutung. In spanischen Händen stellte Gerona für die in Katalonien südwärts vorgehenden französischen Truppen eine andauernde Gefahr dar, da von dort jederzeit ein Angriff gegen die rückwärtigen französischen Linien erfolgen konnte. Die Stadt lag gut geschützt am rechten Ufer des Ter und wurde durch den kleinen Fluss Onyar in zwei ungleiche Teile geteilt.
Die Stadt war von einer 10 Meter hohen mittelalterlichen Mauer umgeben und zusätzlich durch eine Reihe von stark befestigten Hügeln gesichert. Die Mauern waren jedoch nicht breit genug, um schwere Geschütze zu tragen. Moderne Bastionen waren nur am Nordabschnitt vor dem Stadtteil Santa Maria und am Südabschnitt vor La Merced vorhanden. Im Südosten waren die Kapuziner-Höhe leicht haltbar und die Forts Queen Anne und Constable ebenfalls kampfkräftig. Die Hügel wurden durch die tiefe San-Daniels Schlucht unterbrochen. Den wichtigsten Verteidigungsabschnitt bildete der 219 Meter hohe Montjuich-Hügel im nördlichen Vorfeld der Stadt; dieser war nur vom Nordosten her angreifbar und durch das Castello de Monjuic gekrönt. An der Nordspitze dieses Werkes lag die Gironella-Schanze, während zwei Bastionen (San Pedro und San Cristobal) zur Schlucht hin sicherten. Die Redouten von San Juan, das Fort St. Luis im Norden, die Forts St. Daniel und St. Narciso im Osten waren durch vier äußere Werke zusätzlich verstärkt.
Ab Anfang Mai 1809 standen die französischen Truppen wieder vor der Stadt und begannen die Blockade. Am 6. Mai traf die 1. westphälische Brigade unter Brigadegeneral Börner und 7. Mai die 2. Brigade unter Oberst Ochs zur Verstärkung der Franzosen ein. Das Belagerungskorps bestand jetzt aus etwa 14.000 Mann Infanterie und 2.200 Pioniere und Artilleristen. Die etwa 7.000 Mann starke zweite Armee-Division des Königreiches Westphalen stand unter Führung von General Morio de Marienborn und griff am 8. Mai zusammen mit der französischen Brigade Amey beidseitig des Ter an, um die Spanier aus den Dörfern Saria und Puentemajore hinter die innere Festungslinie hinauszudrängen. Die direkten Belagerungstruppen unterstanden anfangs General Reille, der, an den Kriegsschauplatz an der Donau abberufen, seinen Nachfolger Jean-Antoine Verdier mit der Durchführung der Angriffe beauftragte. Verdier stellte die neapolitanische Division unter General Lechi im Westen, die Masse der französischen Truppen aber im Osten und Nordosten der Stadt auf.
Napoleon hatte beschlossen, den eigenwilligen Marschall St. Cyr durch Marschall Augereau zu ersetzen. Diese Nachricht erreichte Saint-Cyr, noch bevor die eigentliche Belagerung begann, doch Augereau war durch einen Gichtanfall in Perpignan verhindert. Saint-Cyr behielt daher das Kommando noch einige Monate, sein Hauptquartier verblieb bei Vich, um die Belagerungsarmee gegen spanische Entsatzangriffe von Süden her abzuschirmen. Saint-Cyr bildete aus dem restlichen Truppen seines Korps – die französische Division unter Souham und die Italiener unter General Pino – ein mobiles Kontingent, um auch das restliche Katalonien zu unterwerfen. Die Division Pignatelli blieb als Besatzung in Roses und Figueres, die Truppen unter Duhesme dienten als Besatzung im besetzten Barcelona.

## Die siebenmonatige Belagerung

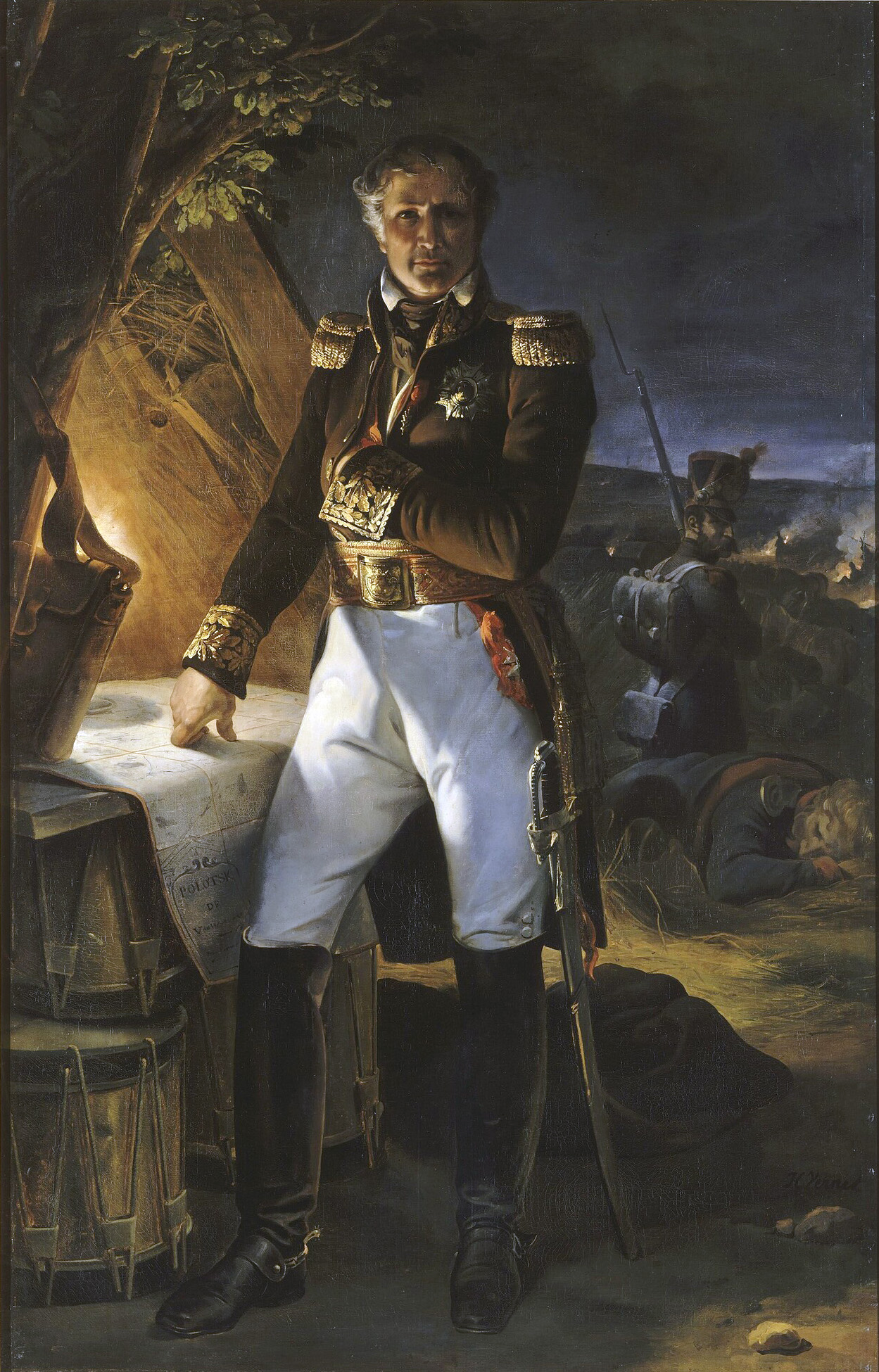
Marschall Laurent de Gouvion Saint-Cyr

Die Franzosen öffneten die Laufgräben am 8. Juni. Gerona wurde durch 5.723 reguläre Soldaten und etwa 2.000 Milizionäre unter General Álvarez de Castro verteidigt. Die felsige Natur des Bodens zwang dazu, die auszubauenden Bastionen förmlich heraus zu sprengen, aber bald waren die Franzosen in der Lage, das Feuer auf die Schanzen von St. Luis, St. Daniel und St. Narciso zu eröffnen. General Alvarez reagierte in der Morgendämmerung am 17. Juni mit einem ersten starken Ausfall zwischen der Vorstadt von Pedret und dem Fluss Ter sowie aus dem Fort des Montjuich. Dieser mutige Angriff kostete die Spanier zwar 155 Mann, die Franzosen nur 128 Verwundete, aber die französische Arbeit von drei Tagen war zerstört.
Die einzige spanische Heeresmacht, die Entsatz hätte bringen können, war die Armee des Generals Joaquín Blake y Joyes, dessen Truppen aber am 18. Juni in der Schlacht bei Belchite schwer geschlagen wurden. Bis zum 19. Juni legten die Franzosen die Redouten von St. Luis und St. Narciso in Trümmer und eroberten sie. Ein Angriff auf die St. Daniel Redoute war zwar gescheitert, der Eingang zu dieser Schanze stand jetzt aber im Bereich der französischen Artillerie, so dass in der Nacht des 20. Juni die spanische Garnison zurückgezogen werden musste.

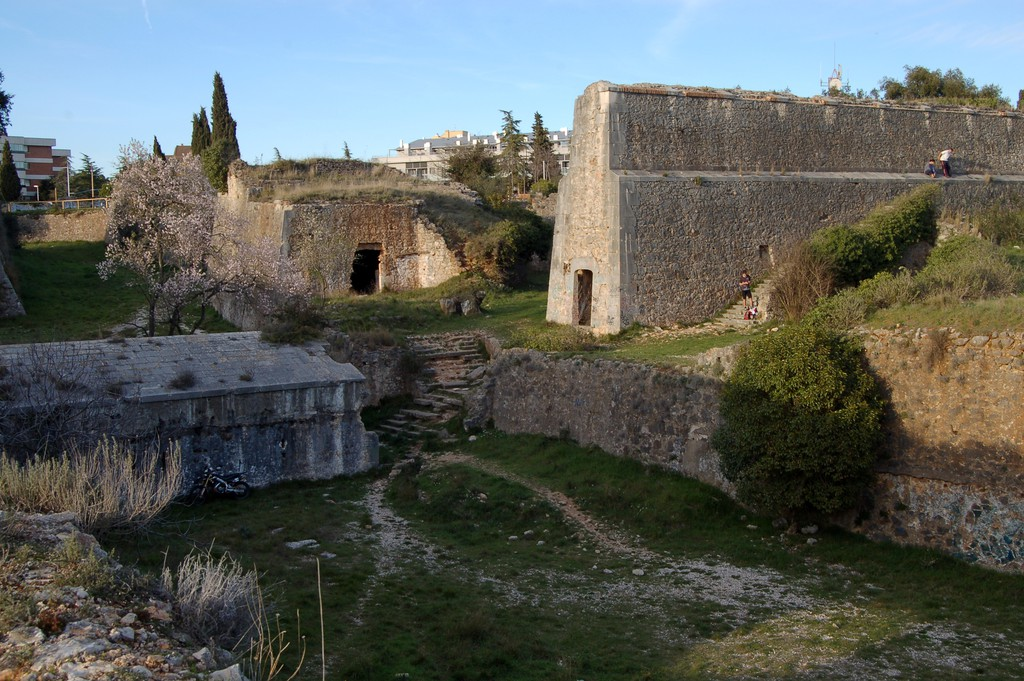
Reste des zerstörten Forts von Montjuich

### Angriff gegen Montjuich
General Verdier beschloss, seine Bemühungen gegen die Festung Montjuich, den stärksten Teil der Verteidigungsanlagen, zu konzentrieren, in dem Glauben, dass der Fall des Montjuich unweigerlich die Übergabe von Gerona zur Folge hätte. In der Nacht zum 2. Juli installierten die Franzosen aus Sandsäcken eine riesige Artilleriestellung (Batterie de Impériale) nur 400 Meter von der Festung und eröffneten am Morgen des 3. Juli das Feuer mit zwanzig 16- und 24-Pfündern. Der Artilleriekommandant, Oberstleutnant Fluery, plante für die Nacht vom 4. zum 5. Juli einen Angriff auf den Montjuich. Verdiers erster Versuch, den von 787 Spaniern verteidigten Montjuich mit 2.500 Mann zu stürmen, scheiterte in der Nacht vom 7. zum 8. Juli. Verdier führte einen zweiten und dritten Angriff und hatte Ausfälle von 1079 Mann hinzunehmen, darunter 77 Offiziere, während die spanischen Verteidiger nur 123 Verwundete hatten.
Die Franzosen konzentrierten ihre folgenden Angriffe Anfang Juli auf drei Abschnitte: gegen die Ringmauer um Gironella, rund um den Turm von St. Luis (Montjuich) und gegen die Redoute von San Cristobal. Die für den Angriff neu errichteten Gräben südwestlich des Monjuich kamen dabei aber unter schweres Feuer der Verteidiger, vor allem von einer Redoute am nordöstlichen Kamm des Hügels. Die abgeschlagenen Angriffe demoralisierten Verdiers Truppen und so entschied man, ab 9. Juli eine effektivere Beschießung der Festung einzuleiten. Bis Anfang August hatte dieses Bombardement das Innere des Forts in Trümmer verwandelt. Die Garnison von Montjuich war gezwungen, die zerstörten Kasematten mit Höhlen und improvisierten Unterständen zu tauschen. Am 4. August gelang es einem 300 Mann starken Miqueletes-Commando, von außen durch die französischen Linien durchzuschlüpfen; sie näherten sich der Stadt aus dem Osten, aber zu spät wurde ihnen bewusst, dass das erreichte Kloster St. Daniel gerade in französische Hände gefallen war, und so fielen sie in Gefangenschaft.
Das französische Belagerungsheer war bereits stark dezimiert, Verdier hatte etwa 5.000 Mann wegen Verwundungen und durch Ausbruch einer Fieberkrankheit verloren. Im Laufe der nächsten zwei Wochen folgten weitere 1.200 Soldaten in die Lazarette. St. Cyr griff selbst in die Operationen ein und entschied, keine weiteren Angriffe auf die Stadt durchzuführen und stattdessen die Besatzung auszuhungern. Er vereinigte sein Armeekorps mit den noch 4.000 Kampfkräftigen unter Verdier und konnte dadurch wieder etwa 16.000 Mann einsetzen.
In der Nacht vom 8. zum 9. August sprengten die Franzosen 23 Minen unter dem Glacis des Montjuich. Alvarez reagierte sofort mit einem Gegenstoß und nahm zwei der vorgezogenen französischen Batterien; es gelang seinen Leuten, eigene Minen zu legen und die eigenen Befestigungsanlagen wiederherzustellen. Am Abend des 11. August sprengten die Spanier das rechtzeitig evakuierte Fort und überließen den Franzosen einen Trümmerhaufen. Sechs Tage nach dem Fall von Montjuich erreichten 800 Spanier (Bataillone von Cervera und von Vich) Gerona vom Westen her.

### Der Verstärkungskonvoi
General Blake, zum neuen Befehlshaber der spanischen Katalonien-Armee ernannt, hatte den Plan entworfen, die Franzosen durch einen Angriff zu binden und während dieser Zeit einen beträchtlichen Vorrat an Lebensmitteln samt Nachschub und Verstärkung an Mannschaften in die Stadt zu bringen. Unter der Führung des Generals Garcia Condé wurden 1500 Maultiere in Olot beladen. Der Konvoi sollte unter Bedeckung von 4000 Mann über den Ter setzen und am rechten Ufer des Flusses entlang nach Gerona marschieren. Um von dieser Bewegung abzulenken, griff Blake das französische Korps unter General Souham am 30. August bei Brunola mit seiner ganzen Armee an. St. Cyr ließ Souham alsbald verstärken und ließ zur Besetzung der Belagerungswerke nur die nötigsten Truppen vor Gerona zurück. Der Konvoi unter Garcia Condé warf die zurückbelassene neapolitanische Bedeckung (Division Pino) und brachte seine Vorräte glücklich in die Festung. Erst zwei Tage später verließ General Condé die Stadt, nachdem die von den Franzosen errichteten Laufgräben und Werke zerstört waren und die Besatzung auf die ursprüngliche Stärke aufgefüllt wurde. Nach weiteren zwei Tagen ging Blake wieder auf Hostalrich zurück, wo ihn der Mangel an Nahrung zwang, seine Armee wieder aufzulösen. Die Belagerung wurde am 11. September wieder eröffnet, das Bombardement wieder aufgenommen. In den dazwischen liegenden 10 Tagen hatten die Verteidiger den Großteil der Schäden ausgebessert.
Am 19. September folgte der nächste Generalangriff. Dreimal griffen die Franzosen innerhalb zweier Stunden an und wurden mit großem Verlusten zurückgeworfen. Die französischen und deutschen Truppen konnten bei beiden Verstößen nahe an La Gironella herankommen, dann aber zwang sie schweres Musketenfeuer der Verteidiger zum Rückzug. Am Ende des Angriffs hatten die Franzosen an diesem Tag 624, die Spanier 251 Mann verloren.
Blake machte noch einen zweiten Versuch, einen Versorgungskonvoi in die Stadt zu bringen. Am 26. September gelang es den Konvoi, in die Stadt durchzubrechen, doch die meisten Vorräte fielen dabei den Franzosen in die Hände. Die Franzosen sahen sich genötigt, die Belagerung in eine Blockade zu verwandeln. St. Cyr begab sich nach Perpignan, um Verdier und 4.000 Rekonvaleszente zurückzubringen; danach kehrte er aber ohne Napoleons Zustimmung nach Frankreich zurück. Sein Nachfolger, Marschall Augereau, erreichte Gerona am 12. Oktober an der Spitze der Rekonvaleszenten.
Hostalrich wurde am 8. November von den Italienern unter General Pino angegriffen, um die dortigen spanischen Vorräte zu zerstören. Die Zitadelle unter Oberst Quadredo hielt aber, unterstützt von den Einwohnern, stand. Nach diesem Rückschlag zog sich Blake in die Ebene von Vich zurück, wo er begann, das Entsatzheer neuerlich zu sammeln. Augereau griff ihn am 29. Oktober nach seiner Ankunft zu Brunola mit Übermacht an und zwang die Spanier zum Rückzug. Hostalrich wurde nochmals mit verdoppelter Truppenmacht belagert; endlich kamen die Vorstädte in die Gewalt der Franzosen. Die Einnahme von Hostalrich und der Unfall Blakes hatten die letzte Hoffnungen der Verteidiger in Gerona vernichtet.

## Kapitulation und Folgen

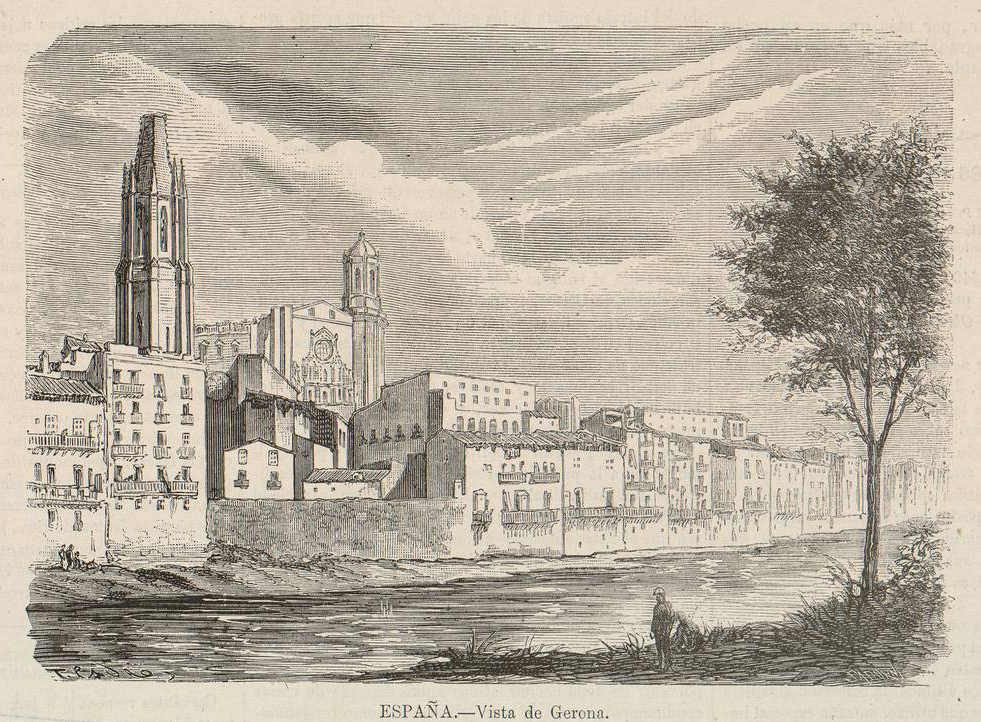
Das alte Gerona

Bereits Mitte November war die Lage der Eingeschlossenen hoffnungslos geworden, so dass am 19. November acht spanische Offiziere ins französische Lager desertierten. Augereau erneuerte daraufhin seine Anstrengungen. Am 2. Dezember erstürmten die Franzosen den südlichen Vorort La Marina und am 6. Dezember die Pino-Redoute und die Kapuziner Höhen. Alvarez reagierte am 7. Dezember mit einem letzten Ausbruchsversuch, der aber in einem Desaster endete. Alvarez ließ in der Nacht einen Ausfall aus allen Forts vorbereiten, doch die französische Brigade unter General François Pierre Amey, die unterhalb Monjuich stand, fiel den Spaniern in die Flanke und nötigte sie zum Rückzug. Alvarez war krank geworden, sodass er sich am Morgen des 9. Dezember durch General Juliano de Bolivar ablösen ließ. Dieser berief einen Kriegsrat ein, der die Übergabe beschloss. Am Morgen des 10. Dezember vereinbarte Brigadegeneral Fournas mit Augereau die Bedingungen der Kapitulation. Am nächsten Morgen marschierten die 3.000 noch kampffähigen spanischen Soldaten in Gefangenschaft, weitere 1.200 Invaliden lagen in den Lazaretten der Stadt. In dem allgemeinen Getümmel des 10. Dezember wurden von den Franzosen noch die Kalvarien- und Kapitols-Redoute genommen und damit war Gerona völlig den Franzosen preisgegeben. Eine weitere Verteidigung hinter bloßen Trümmern und Schutthaufen hätte nur weitere unnütze Opfer gekostet.
Am 11. Dezember vollzogen Augereau und seine Truppen den Einzug in die Stadt. Beide Seiten hatten während der Belagerung schwere Verluste erlitten. Von den etwa 9.000 Verteidigern gerieten 4.248 in französische Gefangenschaft, 180 Kanonen und 8 Fahnen wurden erbeutet. Die Franzosen hatten in der siebenmonatigen Belagerung rund 14.000 Soldaten eingebüßt. Die kriegsgefangene Besatzung wurde nach Frankreich abgeführt. General Alvarez sollte als Gefangener nach Narbonne gebracht werden, um als Verräter gegen König Joseph angeklagt zu werden. Er verstarb aber zuvor in einem Kellerloch in Figueres. Die Einwohner der Stadt wurden verschont, die katholische Religion blieb anerkannt, die Magazine wurden einem französischen Kommissär ausgeliefert.  Gegen die Mönche wurde hart vorgegangen: zwei wurden gehenkt und die anderen abgeführt. Plünderung von Seiten der Sieger wurde nicht erlaubt.